# Roorkee Cantonment
Roorkee Cantonment es una ciudad y acantonamiento situada en el distrito de Haridwar,  en el estado de Uttarakhand (India). Su población es de 14689 habitantes (2011). 

## Demografía
Según el censo de 2011 la población de Roorkee Cantonment era de 14689 habitantes, de los cuales 10840 eran hombres y 3849 eran mujeres. Roorkee Cantonment tiene una tasa media de alfabetización del 97,84%, superior a la media estatal del 78,82%: la alfabetización masculina es del 98,98%, y la alfabetización femenina del 94,33%.